# Ярослава Баєрова
Ярослава Баєрова (чеськ. Jaroslava Bajerová, 1 квітня 1910, Брно — 23 серпня 1995) — чехословацька гімнастка, срібна призерка олімпійських ігор.

## Біографічні дані
На Олімпіаді 1936 Ярослава Баєрова зайняла 2-е місце в командному заліку. В індивідуальному заліку вона зайняла 45-е місце. Також зайняла 52-е місце у вправах на брусах, 35-е — у вправах на колоді, 23-е — в опорному стрибку.